# Война против Ликта
Война против Ликта — военный конфликт на Крите, главным образом, между городами Кноссом и Гортиной с одной стороны и Ликтом (ныне Литос) с другой, в 220 году до н. э. за гегемонию над островом.
В прошлые века города Кносс и Гортина воевали за господство на острове. В конце III века до н. э. два города решают объединить свои усилия, чтобы обеспечить контроль над Критом. В Гортине вспыхнула гражданская война между врагами и сторонниками Кносса. Последние взяли верх.
Другими противниками политики Кносса были города Лапа (ныне Арьируполис), Полирения и Ликт. Страх, что против Кносса и Гортины поднимутся силы критских городов, заставили их самих пойти на Ликт.
Кносс получил помощь тысячу наемников из Этолии. Пользуясь отсутствием мужчин Ликта, которые ушли в поход на Гиерапитну (Ιεράπυτνα, ныне Иерапетра), нападавшие захватили город и взяли женщин и детей в качестве пленников в Кносс. По возвращении в город мужчины Ликта решили покинуть город и поселиться в Лапа, где они продолжат свою борьбу.
Города Лапа и Полирения просили помощи у Филиппа V Македонского. Филипп отправил 500 мужчин, к которым присоединились 200 воинов ахейцев Пелопоннеса. Элефтерна, Аптера и Кидония были отделены от Кносса и перешли под власть Лапы и Полирении. Филиппу V Македонскому удалось тогда взять под контроль западную часть острова, который становится протекторатом Македонии в 216 году до н. э.